# ヨコバイ亜目
ヨコバイ亜目（ヨコバイあもく、Homoptera）、別名：同翅亜目（どうしあもく）は、かつてカメムシ目をカメムシ亜目と2分するとされた古典的な分類群名。しかし20世紀末には側系統群であることがほぼ明らかとなり、21世紀に入ってからは使用されなくなった。

## 概説
頚吻群（セミ・ヨコバイ・ウンカなど）と腹吻群（キジラミ・アブラムシ・カイガラムシ）の大きな2群を人為的にまとめたもので、これに加えオーストラリアなどに分布する特殊な鞘吻群をも含むことがある。ただしカメムシ目全体の系統分類に関しては1990年代以降新しい考え方が出され、類縁関係の薄い頚吻群と腹吻群を一つにしたヨコバイ亜目は側系統群であるとの考え方が一般的になり、その後は分類学上では使用されることがほとんどなくなった。
ヨコバイ亜目の呼称には、明治期以来長期にわたって学名の Homoptera を和訳した同翅亜目（どうしあもく）が用いられて来た。これは、カメムシ目のもう一つの群であるカメムシ亜目が、前翅の根元側半分が厚く硬化して不透明になった「半翅鞘（はんししょう）」を持つのに対して、本亜目では前翅全体が一様な膜質であることから、同質（homo-）の翅（ptera）を持つとの意による命名である。その後1988年に刊行された『文部省　学術用語集　動物学編（増訂版）』により、目以下の分類群名には原則としてカタカナ名が与えられ、同翅亜目もヨコバイ亜目に変更された。同書のカタカナ名は飽くまでも参考として収録されたものであるが、結果として幾分かの混乱も生じている（哺乳類#日本における目名の表記法に関する議論を参照）。
大部分の種が植物の汁液を吸って生活しており、農作物から汁を吸うものには害虫として扱われるものが多く含まれる。
この群の昆虫のうち、一般にはセミがよく知られ、ヨコバイ、ウンカ、アワフキムシなどは、セミを小さくしたような姿を想像すればわかりやすい。ただし、アブラムシ、コナジラミ、カイガラムシは植物への寄生生活に適応し、その姿をかなり変化させており、実際には系統的にも大きく異なることが近年明らかになってきたが、特に植物寄生の性質が強く、農業上の重要な害虫とみなされているものが非常に多く含まれている。この性質を利用して、生物農薬として活用しようという動きがある。英国では、イタドリの駆除のため、イタドリマダラキジラミを輸入し、天然の駆除剤として使う計画がある。

## 形態
カメムシ目全体に共通する特徴は、口器が針状の口針を形成し、餌生物の体の深部に突き刺して液体状の食物を吸収する形になっていることである。カメムシ亜目との大きな違いは、翅の形に見られる。カメムシ亜目では前翅の根元半分が厚く硬化しており、背面に左右の後翅を平らに重ねた上に、さらに左右の前翅を折り重ねるように畳んで中胸、後胸、腹部の背面をぴったり被う蓋を形成することができる。それに対し、ヨコバイ亜目のものは、羽根がすべて膜質で、左には左の前後翅を、右には右側の前後翅を、それぞれ重ねることによって背面に切妻屋根のように翅を収容する。
セミ、ヨコバイなどの場合、体は頭部胸部腹部が一つの塊になり、頭部の幅が広く、腹部が尻すぼみの、弾丸型の体をしている。頭部は幅広く、両端に複眼があり、触角は短い。小型の種では、後ろ足が跳躍のために発達し、飛ぶより先に跳ぶ種類が多い。
アブラムシ類はこれとは大きく異なった姿をしている。頭部は小さく、触角は長い。腹部が大きく、たる型の形をしている。足は細く、ゆっくりと動くが、宿主植物上に定着すると、ほとんど動かなくなる。
カイガラムシ類では、アブラムシに似ている点もあるが、宿主植物上に定着した雌成虫は、脚や頭部などの構造を次第に失い、昆虫とは思えない姿になる。

## 生態
カメムシ亜目には肉食性の種も多いが、ヨコバイ亜目のものは大部分が植食性である。一部に菌食性と思われるものがある。
多くのものは口吻の内部に収められた針状の口針を植物に差し込み、維管束から道管液や師管液を吸収する。維管束から摂食するものでは、もっぱら道管液を摂取するものにセミの幼虫、アワフキムシ、ヨコバイ科の中のオオヨコバイ亜科などがあるが、どちらかと言えば、アブラムシのようにもっぱら師管液を摂取するものが多い。ツマグロヨコバイやウンカの一部など、道管液と師管液の両方を適宜摂取するものも知られている。師管液を摂取するものの排泄物はたいてい余剰の糖分が大量に含まれるので甘く、甘露と呼ばれている。道管液を摂取するものの排泄物はほとんど水ばかりのものとなる。カイガラムシの一部やヨコバイ科の中のヒメヨコバイ亜科など、維管束からではなく柔組織を構成する細胞に口針を突き刺し、内部の原形質を吸い取るものも知られている。
ちなみに、摂食中のアブラムシの口吻をレーザーで切断し、そこから植物の師管内部を流れている液をとりだすという方法が、植物の研究法の一つとして行われている。師管は通常切断すると急速に閉塞し、内部の液の流出を停止する機構を持っているため、師管液の分析は困難なのであるが、アブラムシの吸汁はそうした閉塞機構を抑制した上で行われているので、この方法によって初めて師管液の定量的な化学分析が可能になったのである。

### 生活史と生活環
カメムシ目の昆虫は、不完全変態であり、成虫に近い姿の幼虫が、蛹を経ずに成虫になるものである。しかし、ヨコバイ亜目のものには、特殊なものや例外的なものが多い。ウンカ、ヨコバイ類の多くは、ほぼ成虫と同じ生活を行なうものである。アワフキムシ類には、幼虫が道管液から栄養素を吸収したあとに排泄した液の中でアンモニウム石鹸を生成して泡立て、その中に潜む習性がある。セミ類は、幼虫が地中生活で、昆虫としては異例の長期にわたる幼虫期間をもつ。カイガラムシ類では、成虫になると雌成虫が体の構造を単純化させ、昆虫の一般的な体制を失うものがある。また、コナジラミ類は終令幼虫が蛹と呼ばれ、完全変態に似た姿である。
また、生活環としても特殊な例がいくつかある。アブラムシ類は雌が雌幼虫を生む（しかも卵胎生）する無性世代と雌雄が雄性生殖する世代が季節によって交代する。また、ウンカ類には長翅個体と短翅個体が出る翅多型をあらわす。

## 分類
この亜目は従来、頸吻群 (Auchenorrhyncha)（セミ、ヨコバイ、ウンカ、アワフキムシなど）、腹吻群 (Sternorrhyncha)（アブラムシ、カイガラムシなど）、鞘吻群 (Coleorrhyncha) の3群に分けられきた。
Sorensen 他（1995）の分子系統を用いた解析では、頸吻群とカメムシ亜目が一群をなし、腹吻群はこれらとは別の系統であるとの結果が出た。このこと自体はその後の研究でも補強されており、両者を一まとめに扱う旧来のヨコバイ亜目の概念は破棄されつつある。
また鞘吻群は、従来から別亜目としてカメムシ亜目と近縁とする説があったが、Sorensen らはこれも支持した。Sorensen らは鞘吻類とカメムシ類とをまとめて Prosorrhyncha という新しい亜目を創った（Heteropterodeaと呼ばれることもある）。
Prosorrhyncha が単系統をなすという説はその後のほとんどの研究で支持されているが、一方、Sorensen の共著者を含む Campbell et al. (1995) は、頸吻群もまた側系統であり、Archaeorrhyncha と Clypeorrhyncha の2つの単系統からなるという結果を出した（どちらが Prosorrhyncha の姉妹群かは明確に解けなかった）。そのため、ヨコバイ亜目を頸吻亜目と腹吻亜目の2亜目に分ける説が広まる一方で、頸吻亜目をさらに Archaeorrhyncha と Clypeorrhyncha の2亜目に分ける動きもある。
その後の研究では、Yoshizawa & Saigusa (2001)は頸吻群の単系統性を再び支持したが、Xiea et al. (2008)では頸吻群は側系統で  (Archaeorrhyncha + (Clypeorrhyncha + Prosorrhyncha)) が支持されている。

### 従来の分類
| ヨコバイ亜目 | \| 腹吻群 \| アブラムシ・カイガラムシなど \| \| \| アブラムシ・カイガラムシなど \| \| 頸吻群 \| セミ・ヨコバイ・ハゴロモなど \| \| \| セミ・ヨコバイ・ハゴロモなど \| \| 鞘吻群 \| Peloridiidae科のみ \| \| \| Peloridiidae科のみ \| |
|              | \| 腹吻群 \| アブラムシ・カイガラムシなど \| \| \| アブラムシ・カイガラムシなど \| \| 頸吻群 \| セミ・ヨコバイ・ハゴロモなど \| \| \| セミ・ヨコバイ・ハゴロモなど \| \| 鞘吻群 \| Peloridiidae科のみ \| \| \| Peloridiidae科のみ \| |
|              | カメムシ亜目（カメムシ類） |
|              | |
| 腹吻群       | アブラムシ・カイガラムシなど |
|              | アブラムシ・カイガラムシなど |
| 頸吻群       | セミ・ヨコバイ・ハゴロモなど |
|              | セミ・ヨコバイ・ハゴロモなど |
| 鞘吻群       | Peloridiidae科のみ |
|              | Peloridiidae科のみ |

| 腹吻群 | アブラムシ・カイガラムシなど |
|        | アブラムシ・カイガラムシなど |
| 頸吻群 | セミ・ヨコバイ・ハゴロモなど |
|        | セミ・ヨコバイ・ハゴロモなど |
| 鞘吻群 | Peloridiidae科のみ           |
|        | Peloridiidae科のみ           |

### 分子情報などを用いた新しい分類の例
- ヨコバイ亜目は分解され、無くなっている。
- 鞘吻類とカメムシ類は姉妹群をなす。
- Archaeorrhyncha、Clypeorrhyncha、Prosorrhyncha の3系統はあわせて単系統 Euhemiptera となるが、互いの関係は不明瞭。

| Archaeorrhyncha | ハゴロモなど                                                                                                |
|                 | ハゴロモなど                                                                                                |
| Clypeorrhyncha  | セミ・ヨコバイなど                                                                                          |
|                 | セミ・ヨコバイなど                                                                                          |
| Prosorrhyncha   | \| 鞘吻群 \| Peloridiidae科のみ \| \| \| Peloridiidae科のみ \| \| \| カメムシ亜目（カメムシ類） \| \| \| \| |
|                 | \| 鞘吻群 \| Peloridiidae科のみ \| \| \| Peloridiidae科のみ \| \| \| カメムシ亜目（カメムシ類） \| \| \| \| |
| 鞘吻群          | Peloridiidae科のみ                                                                                          |
|                 | Peloridiidae科のみ                                                                                          |
|                 | カメムシ亜目（カメムシ類）                                                                                  |
|                 | |

| 鞘吻群 | Peloridiidae科のみ         |
|        | Peloridiidae科のみ         |
|        | カメムシ亜目（カメムシ類） |
|        |                            |

| Archaeorrhyncha | ハゴロモなど                                                                                                |
|                 | ハゴロモなど                                                                                                |
| Clypeorrhyncha  | セミ・ヨコバイなど                                                                                          |
|                 | セミ・ヨコバイなど                                                                                          |
| Prosorrhyncha   | \| 鞘吻群 \| Peloridiidae科のみ \| \| \| Peloridiidae科のみ \| \| \| カメムシ亜目（カメムシ類） \| \| \| \| |
|                 | \| 鞘吻群 \| Peloridiidae科のみ \| \| \| Peloridiidae科のみ \| \| \| カメムシ亜目（カメムシ類） \| \| \| \| |
| 鞘吻群          | Peloridiidae科のみ                                                                                          |
|                 | Peloridiidae科のみ                                                                                          |
|                 | カメムシ亜目（カメムシ類）                                                                                  |
|                 | |

| 鞘吻群 | Peloridiidae科のみ         |
|        | Peloridiidae科のみ         |
|        | カメムシ亜目（カメムシ類） |
|        |                            |

以下に従来のヨコバイ亜目の凡その分類を示す。しかし下位分類では、属などはもちろんのこと、科の扱いなども研究者によって異なる部分があり、ある群を独立の科としたり、別の科の亜科として包含するなど様々な立場がある。日本ではヨコバイ科の細分傾向が強く、オオヨコバイ科、カンムリヨコバイ科、フトヨコバイ科、ミミズク科等々、その他多くの科に分けられていたが、1990年代後半頃から、それらは全てヨコバイ科の亜科や族として扱うのが普通になった（詳細はヨコバイを参照）。

### 腹吻群 (Sternorrhyncha)
口器は前脚の間から出る。
- Psylloidea キジラミ上科 
  - Aphalaridae タデキジラミ科
  - Calophyidae ヒメキジラミ科
  - Carsidaridae ネッタイキジラミ科
  - Homotomidae ヒゲブトキジラミ科
  - Lividae ヒラズキジラミ科
  - Phacopteronidae カワリミャクキジラミ科
  - Psyllidae キジラミ科　：ナシキジラミ・クワキジラミ
  - Spondyliaspididae カイガラキジラミ科
  - Triozidae トガリキジラミ科
- Aleyrodoidae コナジラミ上科 
  - Aleyrodidae コナジラミ科　：ミカンコナジラミ・オンシツコナジラミ
- Aphidoidea アブラムシ上科 
  - Adelgidae カサアブラムシ科
  - Aphididea アブラムシ科　：クリオオアブラムシ・イスノフシアブラムシ・タケツノアブラムシ・
  - Phylloxeridae ネアブラムシ科
- Coccoidea カイガラムシ上科 
  - Group Archaeococcoidea 古カイガラムシ群
    - Margarodidae ワタフキカイガラムシ科　：オオワラジカイガラムシ・ワタフキカイガラムシ
    - Ortheziidae ハカマカイガラムシ科
    - Phenacoleachiidae

  - Group Neococcoidea 新カイガラムシ群
    - Aclerdidae カタカイガラモドキ科
    - Apiomorphidae
    - Asterolecaniidae フサカイガラムシ科
    - Beesoniidae カブラカイガラムシ科
    - Cerococcidae フジツボカイガラムシ科
    - Coccidae カタカイガラムシ科　：ルビーロウムシ・イボタロウムシ・ヒモワタカイガラムシ
    - Conchaspididae
    - Cryptococcidae（フクロカイガラムシ科に含める考えもある）
    - Dactylopiidae コチニールカイガラムシ科
    - Diaspididae マルカイガラムシ科　：ヤノネカイガラムシ
    - Eriococcidae フクロカイガラムシ科
    - Halimococcidae
    - Kermesidae タマカイガラムシ科
    - Kerriidae ラックカイガラムシ科
    - Lecanodiaspididae ニセタマカイガラムシ科
    - Phoenicococcidae
    - Pseudococcidae コナカイガラムシ科
    - Putoidae（コナカガラムシ科に含む考えもある）
    - Stictococcidae
    - Tachardiidae（ラックカイガラムシ科に含む考えもある）

### 頸吻群 (Auchenorrhyncha)
口器は頭部の基部から出る。単系統性は不確実で、確実な単系統としてはArchaeorrhynchaとClypeorrhynchaに分けられる。

#### Archaeorrhyncha
ハゴロモ型類 (学名:Fulgoromorpha、英名:Planthopper) とも。頸吻群を亜目とするなら下目となる。
- Fulgoroidea ハゴロモ上科（別称：ビワハゴロモ上科・ウンカ上科）
  - Acanaloniidae
  - Achilidae コガシラウンカ科
  - Achilixiidae
  - Cixiidae ヒシウンカ科
  - Derbidae ハネナガウンカ科
  - Delphacidae ウンカ科
  - Dictyopharidae テングスケバ科：ツマグロスケバ・テングスケバ
  - Eurybrachyidae ヒロズアシブトウンカ科
  - Flatidae アオバハコロモ科：アオバハゴロモ・オオベニハゴロモ
  - Fulgoridae ビワハゴロモ科
  - Gengidae
  - Hypochthonellidae
  - Issidae マルウンカ科：マルウンカ・キボシマルウンカ
  - Kinnaridae
  - Lophopidae アシブトウンカ科
  - Meenoplidae シマウンカ科
  - Nogodinidae ハゴロモモドキ科
  - Ricaniidae ハゴロモ科：ベッコウハゴロモ・スケバハゴロモ
  - Tettigometridae アリヅカウンカ科
  - Tropiduchidae グンバイウンカ科

#### Clypeorrhyncha
セミ型類  (Cicadomorpha) とも。頸吻群を亜目とするなら下目となる。
- Cicadoidea セミ上科
  - Cidadidae セミ科
  - Tettigarctidae テチガルクタ科（オーストラリアに1属2種のみ）
- Cercopoidea アワフキムシ上科（別称：コガシラアワフキ上科） 
  - Aphrophoridae アワフキムシ科
  - Cercopidae コガシラアワフキ科（コガシラアワフキムシ科）
  - Clastopteridae
  - Machaerotidae トゲアワフキ科（トゲアワフキムシ科）：ムネアカアワフキ
- Membracoidea ツノゼミ上科 
  - Aetalionidae（豪州・アフリカに分布）
  - Biturritiidae（中南米に分布:Aetalionidae の亜科とする考えもある）
  - Cicadellidae ヨコバイ科（別称：オオヨコバイ科）：ツマグロオオヨコバイ・ミミズク・ツマグロヨコバイ・クロヒラタヨコバイ
  - Melizoderidae（チリに分布）
  - Membracidae ツノゼミ科
  - Myerslopiidae （チリ・ニュージーランド）
  - Nicomiidae（中南米に分布：ツノゼミ科の亜科とする考えもある）

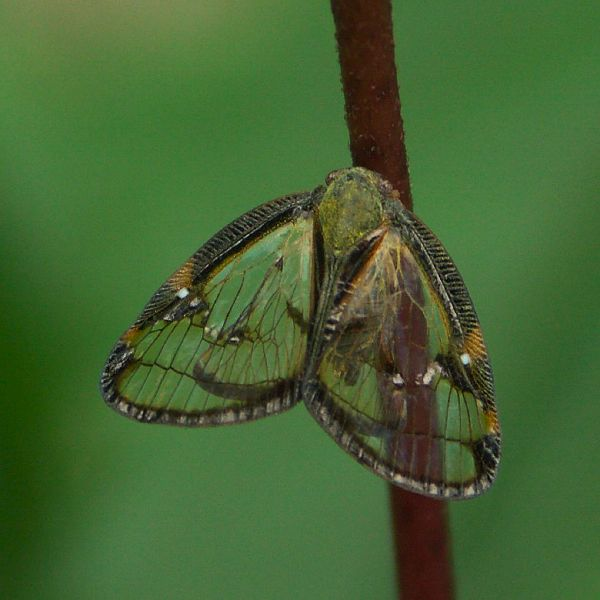
スケバハゴロモ

### Prosorrhyncha
以下のほか、カメムシ亜目（Prosorrhynchaを亜目とするならカメムシ下目）を含む。

#### 鞘吻群 (Coleorrhyncha)
口器は前胸側版前部にある鞘状部に収納される。Prosorrhynchaを亜目とするなら下目となる。
- Peloridiidae（南米・オーストラリア・ニュージーランドにのみ分布）。